# 吴义成

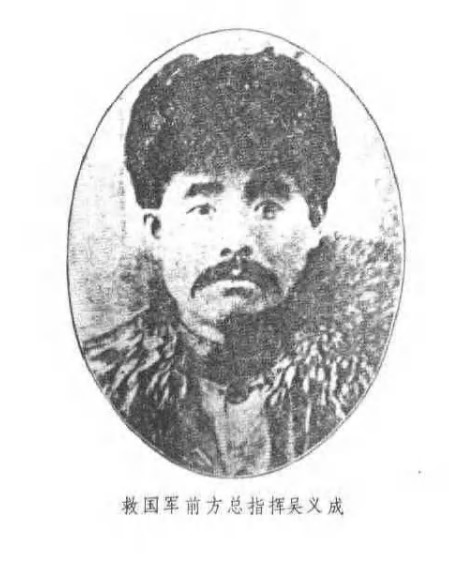
救国军前方总指挥吴义成

吴义成，吉林省敦化人，王德林中国国民救国军前方总指挥。

## 生平
1887年，吴义成出生于吉林省敦化县，祖籍山东，早年加入王德林绿林队。1917年王德林队伍被收编后，吴义成在王德林营任连长。1932年，王德林义举组建中国国民救国军，他被任命为前方总指挥。